# Mais il y a l'accordéon
Mais il y a l'accordéon est une chanson de Dalida sortie en 1973. 